# Kiss (musikgrupp)
Kiss (ofta stiliserat KIϟϟ) är ett amerikanskt hårdrocksband som bildades den 3 januari 1973 i New York av Paul Stanley (gitarr), Gene Simmons (bas), Peter Criss (trummor) och Ace Frehley (gitarr). Välkänd för medlemmarnas ansiktsmålningar och teatraliska scenkläder, där de antog serietidningsliknande personas: Starchild (Stanley), Demon (Simmons), Spaceman (Frehley) och Catman (Criss), fick gruppen sitt genombrott i mitten till slutet av 1970-talet. Starkt bidragande till detta var gruppens spektakulära liveuppträdanden innehållande eldsprutning, blodspottning, rykande gitarrer, explosioner, svävande trumset och pyroteknik. 
På grund av meningsskiljaktigheter hade både Criss och Frehley lämnat bandet 1982 och man har sedan dess genomgått ett flertal medlemsbyten med Stanley och Simmons som de enda kvarvarande medlemmarna från originaluppsättningen. År 1983, med de nya medlemmarna Vinnie Vincent och trummisen Eric Carr, började Kiss framträda utan smink och kostymer och som en följd av detta fick bandet ett kommersiellt uppsving. I mitten av 1980-talet ersattes Vincent av Mark St. John som på grund av sjukdom endast kom att medverka på albumet Animalize varefter han ersattes av Bruce Kulick.
1991 avled Carr av en ovanlig form av hjärtcancer och ersattes av Eric Singer. Som svar på en våg av "Kissnostalgi" som spreds i början på 1990-talet tillkännagavs år 1996 en återförening av originaluppsättningen av bandet. I samband med detta återkom sminket och kostymerna och gruppen benämnde sig själva under den följande succéartade turnén som "The hottest band in the world". År 2002 hade Criss och Frehley dock åter lämnat gruppen och ersatts av Singer och Tommy Thayer.
Kiss har blivit belönade med 26 certifierade album av RIAA, mer än något annat amerikanskt rockband. Bandet har sålt mer än 21 miljoner album i USA och över 100 miljoner album över hela världen.  Några av gruppens mest kända låtar är "Detroit Rock City", "I Was Made for Lovin' You", "Heaven's on Fire", "Rock and Roll All Nite", "Strutter" och "Crazy Crazy Nights".
I april 2014 blev gruppens fyra originalmedlemmar invalda i Rock and Roll Hall of Fame and Museum.
Kiss avslutade sin allra sista turné på Madison Square Garden i New York den 2 december 2023.

## Historia

### Originaluppsättningen

#### 1972–1975: De första åren
Kiss rötter går tillbaka till Wicked Lester, ett New York-baserat rock'n'roll-band lett av Gene Simmons och Paul Stanley. Bandet gjorde en handfull konserter och spelade in ett studioalbum, som nobbades av Epic Records. Både Simmons och Stanley kände att man behövde en ny musikalisk riktlinje och övergav Wicked Lester 1972 och började bilda ett nytt band.
I slutet av 1972 uppmärksammade Simmons en annons i tidningen Rolling Stone att en trummis, Peter Criss, sökte ett band. Criss hade tidigare spelat i banden Lips och Chelsea. Simmons och Stanley träffade därefter Criss på en nattklubb där han spelade trummor. Efter att ha hört honom sjunga, började de tänka på att rekrytera honom till bandet. De lät Criss göra en provspelning, vilket resulterade i att han blev medlem i en ny version av Wicked Lester. Trion började spela en hårdare typ av rock än vad Wicked Lester tidigare hade spelat. De experimenterade också med sin image genom att använda smink och olika kostymer och utstyrslar. I november 1972 spelade bandet inför bland andra Don Ellis, som jobbade för Epic Records, för att säkra ett skivkontrakt. Trots att konserten gick bra, ogillade Ellis bandets image och musik.

Ändrad KISS-logotyp som används i Tyskland, Österrike, Israel och andra länder som förbjuder nazistiska symboler.

I början av januari 1973 höll bandet flera provspelningar för att värva ännu en bandmedlem: gitarristen Ace Frehley imponerade och knöts därför den 3 januari till bandet. Gruppen var nu komplett och bytte, på förslag av Stanley, namn till Kiss kort efter att Frehley anslutit. Stanley kom på namnet då han, Simmons och Criss körde bil i New York. Criss nämnde att han tidigare varit medlem i band som hette Lips, varpå Stanley sade något i stil med: "Vad sägs om Kiss?". Frehley skapade bandets logotyp, och fick de båda S:en att se ut som blixtar, när han skulle skriva det nya bandnamnet över "Wicked Lester" på en affisch utanför en klubb där gruppen skulle spela. Stanley designade logotypen med en Sharpie och en linjal och misslyckades att få de båda S:en parallella då han gjorde det med "ögonmått". Vissa kritiker påstod att bokstäverna på logotypen liknade nazistsymboler. Anklagelsen kan upplevas som absurd då både Stanley och Simmons var av judisk härkomst och Simmons mor överlevde Nazitysklands koncentrationsläger. I Tyskland blev dock logotypen censurerad, och på tyska utgåvor av de tidiga albumen är logotypen förändrad så att de två s:en mer liknar spegelvända z än den gamla SS-logotypen. Denna logotyp används också i Österrike, Schweiz, Polen, Litauen, Ungern och Israel.
Den 30 januari 1973 gjorde gruppen sitt första liveframträdande på Popcorn Pub (som strax efter bytte namn till "Coventry") i Queens, New York, inför en publik på tre personer. Under bandets tre första framträdanden bar de väldigt lite, eller inget smink alls: de ikoniska sminkningarna gjorde debut den 9 och 10 mars samma år. Några dagar senare, den 13 mars, spelade bandet in en femspårig demo tillsammans med producenten Eddie Kramer. Demon innehöll låtarna "Deuce", "Cold Gin", "Strutter", "Watchin' You" och "Black Diamond". Den tidigare TV-regissören Bill Aucoin hade sett bandet under ett flertal framträdanden under sommaren 1973 och erbjöd sig i oktober samma år att bli bandets manager. Aucoin blev bandets manager med löftet om att ordna ett skivkontrakt åt Kiss inom två veckor. Den 1 november blev bandet det första att skriva på för det, av Neil Bogart, nystartade skivbolaget Casablanca Records. Bara några veckor tidigare, 10 oktober, hade bandet äntrat Bell Sound Studios i New York för att påbörja inspelningarna av gruppens debutalbum. På nyårsafton samma år spelade Kiss sin omtalade konsert på Academy of Music i New York då de agerade förband till Blue Öyster Cult. Det var under denna konsert som Simmons råkade sätta eld på sitt hår då han försökte spruta eld. Simmons skulle senare under åren komma att göra fler missar i samband med eld och konserter.

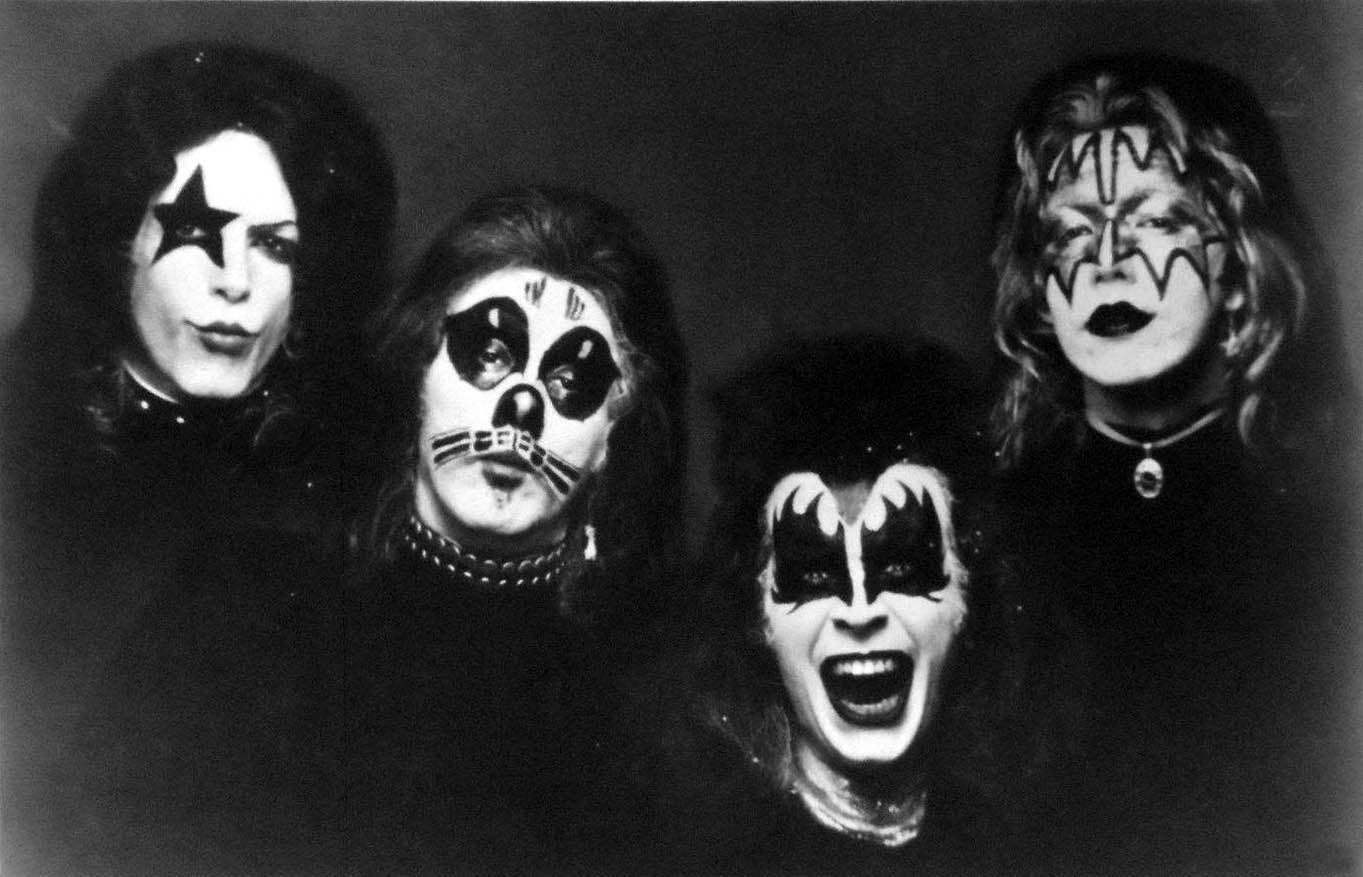
Kiss 1974, från vänster: Stanley, Criss, Simmons och Frehley.

I februari 1974 påbörjade bandet sin första nordamerikanska turné på Northern Alberta Jubilee Auditorium i Edmonton, Kanada, som förband. Samma månad, 18 februari, gavs bandets första, självbetitlade, album ut. Casablanca och Kiss marknadsförde albumet hårt under våren och sommaren 1974. Bandet uppträdde den 19 februari med låtarna "Nothin' to Lose", "Firehouse" och "Black Diamond" från det nya albumet i TV-programmet ABCs In Concert, vilket blev deras första nationella TV-framträdande. Den 29 april framförde man "Firehouse" på The Mike Douglas Show som även innehöll en intervju med Simmons. Trots all publicitet och gruppens konstanta turnerande, sålde Kiss bara drygt 75 000 exemplar. Samtidigt förlorade både bandet och Casablanca snabbt pengar. I augusti 1974, medan de turnerade, stannade Kiss i Los Angeles för att påbörja inspelningarna av Hotter Than Hell, bandet andra studioalbum. Albumet gavs ut 22 oktober samma år och singeln "Let Me Go, Rock 'n' Roll" misslyckades att ta sig in på singellistan i USA, medan albumet som bäst nådde plats 100.
Då Hotter Than Hell snabbt försvann från albumlistan i USA, avslutade Kiss turnerandet för att snabbt spela in ett nytt album. Chefen för Casablanca, Neil Bogart, producerade albumet och bytte ut det mulna, distade soundet från föregående album till ett renare och lite poppigare sound. Dressed to Kill gavs ut den 19 mars 1975 och var en kommersiell framgång jämfört med Hotter Than Hell. Albumet innehöll också vad som kom att bli Kiss signatursång "Rock and Roll All Nite". Trots att Kiss album inte visat sig bli några storsäljare, blev bandet snabbt populärt genom sina liveframträdanden. Konserterna innefattade bland annat att Simmons spottade "blod" (blodeffekten fick han till från råa ägg, jordgubbssirap och röd karamellfärg) och sprutade eld (han spottade en särskild vätska på en fackla), Frehley spelade gitarrsolon medan hans gitarr började brinna (ljus- och rökbomber hade placerats inuti gitarren), Stanley slog sönder sina gitarrer, samt pyroteknik genom hela showen.
I slutet av 1975 var skivbolaget Casablanca nästan bankrutt, och Kiss var därmed nära att förlora sitt skivkontrakt. De både lägren var i desperat behov att ett kommersiellt genombrott för att överleva. Det genombrottet kom ganska oväntat genom ett dubbelt livealbum.

#### 1975–1977: Kommersiellt genombrott
Kiss ville förmedla samma känsla man fick på deras konserter (vilket deras studioalbum misslyckats med) på deras första livealbum. Albumet innehåller liveupptagningar från konserter i Detroit, Cleveland och Wildwood mellan maj och juli 1975. Alive! gavs ut 10 september 1975 och blev guldcertifierat i USA. Albumet gav också gruppen dess första singel att nå topp-40 med en liveversion av "Rock and Roll All Nite". Detta har kommit att bli den mest kända versionen av låten, och det var också den första versionen av låten att innehålla ett gitarrsolo. På senare år har bandet medgivit att man lagt till publikljud, samt lagt på både sång- och gitarrdubbar på vissa ställen för att ge albumet mer "spänning och realism".

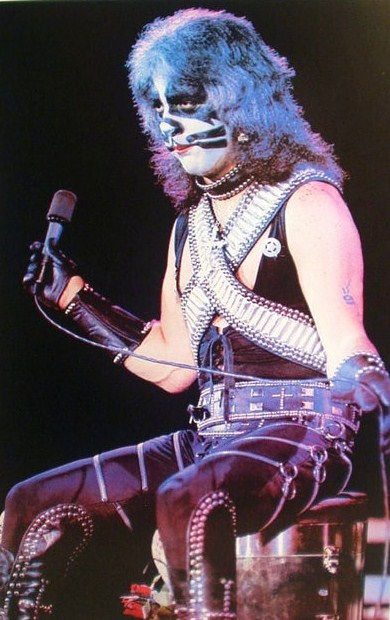
Criss framför "Beth" live 1977.

Framgången med Alive! gav inte bara Kiss det genombrott man väntat på: det räddade också skivbolaget Casablanca som var nära att gå under. Kiss började därefter arbeta med producenten Bob Ezrin, som tidigare bland andra arbetat med Alice Cooper. Resultatet av detta samarbete blev bandets mest ambitiösa studioalbum, Destroyer, som gavs ut den 15 mars 1976. Destroyer skiljde sig från gruppens tidigare råa utgivningar, då man använde sig av en orkester, körsångare och ett antal olika effekter. Albumets omlag designades av Ken Kelly, som tidigare hade ritat Tarzan, Conan samt albumomslag till bland andra Rainbow och Manowar. Initialt sålde album bra och blev bandets andra album att guldcertifieras i USA, men föll ganska snart ur albumlistan i USA. När balladen "Beth", som var b-sida till singeln "Detroit Rock City", började få mer speltid på radio studsade försäljningen av albumet tillbaka, som i slutet av 1976 platinacertifierades. "Beth" gavs ut som singel, denna gång med "Detroit Rock City" som b-sida och nådde som bästa plats 7 på Billboard Hot 100.
I oktober 1976 uppträdde Kiss på The Paul Lynde Halloween Special och mimade till låtarna "Detroit Rock City", "Beth" och "King of the Night Time World". Programmet, som producerades av bland andra Bill Aucoin, hjälpte till att introducera Kiss för en ännu större publik. Kiss gav därefter ut ytterligare två studioalbum på mindre än ett år: Rock and Roll Over (11 november 1976) och Love Gun (30 juni 1977). Den 14 oktober 1977 gavs ett andra livealbum ut, Alive II, och alla tre album blev platinacertifierade kort efter att de givits ut. Mellan 1976 och 1978 tjänade Kiss 17,7 miljoner dollar från skivförsäljning och musikförlag. En Gallupundersökning som genomfördes 1977 påvisade att gruppen var det mest populära bandet i USA. Efter utgivningen av Love Gun genomförde man en turné i Japan där man bland annat spelade fem utsålda konserter på Budokan Hall, bandet slog därmed The Beatles tidigare rekord på fyra utsålda konserter.
I maj 1977 gjorde Kiss entré för första gången i serietidningen Howard the Duck (12:e utgåvan), utgiven av Marvel Comics. I mars 1978 släppte bandet också sitt första samlingsalbum, Double Platinum. Detta album innehöll flera remixade versioner av bandets hitlåtar, samt "Strutter '78" – en nyinspelad version "Strutter". Denna version är discoinfluerad, efter ett förslag av Neil Bogart. Under denna period blev Kiss merchandise en stor del av bandets inkomst: en serietidning producerades som innehöll bläck som var utblandat med medlemmarnas eget blod, ett flipperspel, dockor, halloweenmasker, brädspel, lunchlådor, samlarkort och många andra typer av minnessaker. Bandets fanklubb, Kiss Army, hade över en miljoner medlemmar. Mellan 1977 och 1979 sålde Kiss varor världen över för uppskattningsvis 100 miljoner dollar.

#### 1978–1979: Soloalbum, filmprojekt ochDynasty
Kiss nådde karriärens höjdpunkt kommersiellt sett 1978. Alive II var gruppens fjärde album att platinacertifieras på mindre än två års tid, och den efterföljande turnén hade det högsta publiksnittet i bandets historia dittills. Tillsammans med Aucoin ville man ta bandet till nästa nivå av popularitet. För detta arbetade man fram en ambitiös strategi för 1978. En del av denna strategi var att varje medlem skulle ge ut ett soloalbum. Dessa fyra album, Gene Simmons, Paul Stanley, Peter Criss och Ace Frehley, gavs ut den 18 september 1978. Kiss har hävdat att soloalbumen var avsedda för att underlätta ökade spänningar inom bandet: i skivkontraktet från 1976 krävdes dock fyra soloalbum, och varje studioalbum räknades som ett halvt album av de fem album som man skrivit under för. Ingen av medlemmarna medverkade på någon av de övrigas soloalbum, men de marknadsfördes som album av Kiss med liknande omslag. Det var första gången någonsin som samtliga medlemmar i ett rockband gav ut soloalbum på en och samma dag.

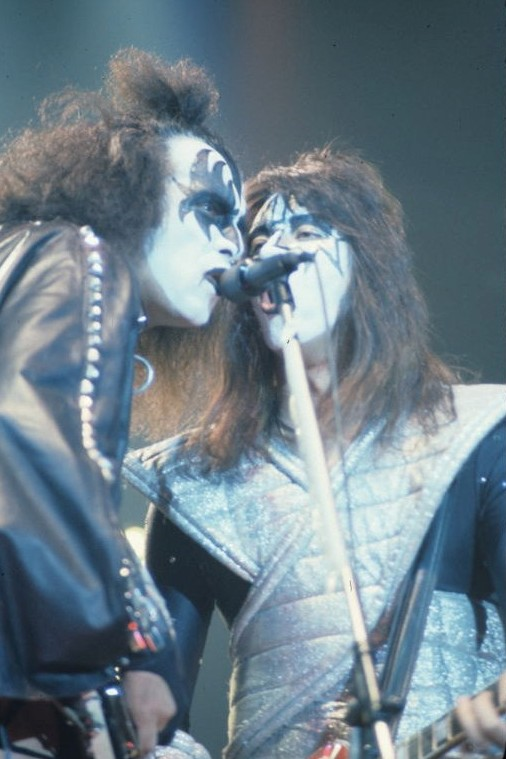
Simmons och Frehley live 1978.

För bandmedlemmarna blev detta en chans att visa upp sina individuella musikstilar och smaker utanför Kiss, och i vissa fall att samarbeta med samtida artister. Stanleys och Frehleys album var mest lik Kiss hårdrocksstil, medan Criss album innehöll mer Rhythm and blues med ett antal ballader. Simmons album var det mest eklektiska av de fyra, med hårdrock, ballader, Beatles-influerad pop och en cover på "When You Wish upon a Star" från Disney-filmen Pinocchio. På Simmons album gästade bland andra Aerosmiths Joe Perry, Rick Nielsen från Cheap Trick, Jeff Baxter från The Doobie Brothers, Donna Summer, Janis Ian, Helen Reddy, Bob Seger, Katey Sagal och hans dåvarande flickvän Cher. Casablanca spenderade 2,5 miljoner dollar på att promota albumen, som alla tog sig in på topp-50 i USA. Samtliga album sålde ungefär i lika många exemplar som Love Gun. Frehleys album var det mest framgångsrika, och han fick en hit med låten "New York Groove" som skrevs av Russ Ballard och först spelades in av Hello 1975.
Den andra delen i bandets utarbetade strategi var att de skulle medverka i en film. Inspelningen av filmen inleddes under våren 1978. Filmen hade beskrivits som en blandning av Stjärnornas krig och Yeah! Yeah! Yeah!. Manuset skrevs om ett flertal gånger och bandet (i synnerhet Criss och Frehely) blev mer och mer frustrerade av filminspelningen.
Slutprodukten, Kiss Meets the Phantom of the Park, producerades av Hanna-Barbera och visades för första gången på NBC den 28 oktober 1978. Trots svidande kritik var den en av de mest sedda tv-filmerna på hela året i USA. 
Filmen släpptes också året därpå i resten av världen, med utökade scener och annat soundtrack under titeln Attack of the Phantoms. Bandmedlemmarna var missnöjda med filmen, och skulle tala om sin filmupplevelse i senare intervjuer med en blandning av humoristisk förlägenhet och ånger. De kände att filmen mer porträtterade dem som clowner än superhjältar. Misslyckandet med filmen ledde till en kyligare relation mellan gruppen och Aucoin.
I maj 1979 släppte Kiss sitt första album med nytt material på två år: Dynasty. Albumet platinacertifierades och den discoinfluerade singeln "I Was Made for Lovin' You" nådde plats 11 i USA och är en av bandets mest framgångsrika låtar. Den har sålt i över 1 miljon exemplar i USA och toppade listorna i Belgien, Kanada, Nederländerna och Nya Zeeland. Studiomusikern Anton Fig spelade in nästan alla trumdelar på albumet medan Criss återhämtade sig efter en bilolycka. Den enda låten Criss spelade trummor på var "Dirty Livin'", som han också sjöng på.
Dynasty Tour marknadsfördes som "Kiss återkomst" och förväntades bygga vidare på framgångarna med gruppens tidigare turnéer. "Kiss återkomst" blev dock en markant nedgång publikmässigt. Publiken på denna turné var mycket yngre än tidigare, med många barn i Kiss-smink med sina mödrar och fäder (som ibland också var sminkade). Kiss gjorde inte särskilt mycket för att avskräcka denna nya skara fans då de klädde sig i färgglada dräkter som därmed förstärkte bilden av bandet som seriefigurer. I slutet av turnén, i december 1979, var läget mellan Criss och resten av bandet mer spänt än någonsin. Hans färdigheter som trummis hade urholkats märkbart och med avsikt saktade han ner, eller till och med slutade spela helt, under vissa konserter. Den sista konserten av turnén (16 december 1979) var sista gången Criss spelade med gruppen på nästan 17 år, även om han förblev officiell medlem i nästan sex månader därefter.

#### 1979–1982: Medlemsbyten
Fig spelade in trummorna även på nästa album, Unmasked, utan kredit och Criss syntes på albumomslaget. På Unmasked visade bandet upp ett mer modernt popsound och albumet, som gavs ut den 20 maj 1980, blev Kiss första album sedan Dressed to Kill att inte uppnå platinastatus i USA. Strax efter albumets utgivning tillkännagavs Criss avgång officiellt. Man övervägde därefter att rekrytera Fig till bandet, men Stanley och Simmons kände att han inte passade in.
Därefter provspelade man i juni 1980 dussintals trummisar för att ersätta Criss, och man rekryterade till slut en multiinstrumentalist från Brooklyn vid namn Paul Charles Caravello som antog artistnamnet Eric Carr. Hans första sminkdesign gjordes som en hök, men förkastades då Stanley tyckte den mer såg ut som en höna. Carr antog till slut personan "Fox". I denna sminkning introducerades han i TV-serien Kids Are People Too!, och debuterade live med Kiss den 25 juli 1980 på Palladium i New York City. Detta var Kiss enda konsert i USA under Unmasked Tour. Turnén fortsatte sedan till bland annat Australien och Nya Zeeland, och var en av de största turnéerna i bandets historia, där de spelade på utsålda arenor och fick överväldigande positiv kritik från pressen.

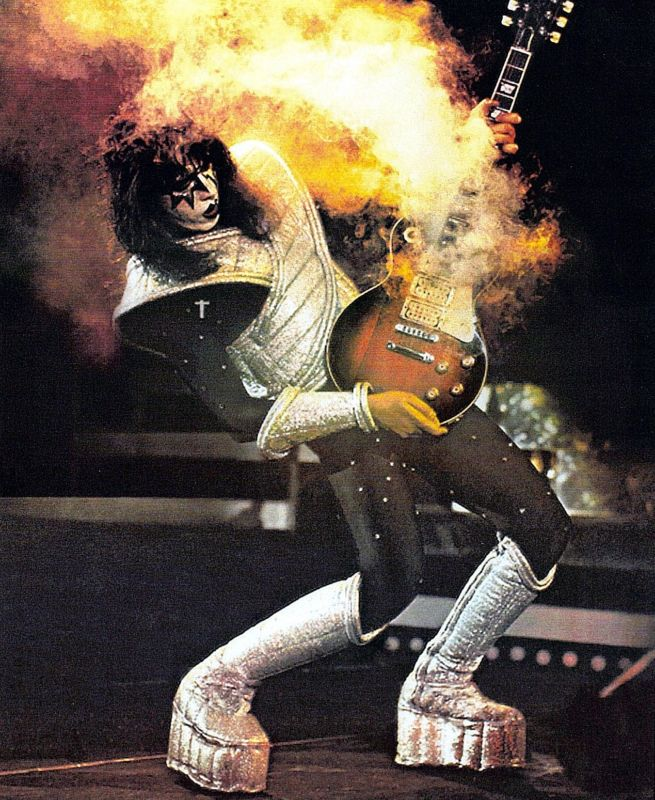
Ace Frehley lämnade Kiss 1982 och ersattes av Vinnie Vincent.

Till nästa album arbetade bandet återigen med producenten Bob Ezrin. Tidiga pressuppgifter antydde att det nya albumet skulle vara en återgång till den hårdrocksstil som bandet ursprungligen spelat med framgång. Men Music from "The Elder", som gavs ut i november 1981 var ett konceptalbum med horn, stråkar, harpor och syntar. Albumet presenterades som ett soundtrack till en film som aldrig gick i produktion, vilket gjorde det väldigt svårt att förstå storyn. När albumet gavs ut blev det inte så väl emottaget av fansen, och det misslyckades att nå guldstatus: i USA nådde Music from "The Elder som bäst plats 75 – gruppens sämsta notering sedan man gav ut Hotter Than Hell" 1974.
År 1981 medverkade Kiss på San Remo-festivalen i Italien, utan Frehley, i ett framträdande där de mimade. Frehley hade blivit mer och mer frustrerad över den väg Kiss tagit musikaliskt. Han ogillade att bandet spelade in Music from "The Elder" och var inte särskilt aktiv under inspelningen av albumet då han bara sjöng på en enda låt – "Dark Light". Gitarrdelarna spelade han i sin hemmastudio och postade de sedan till Ezrin. I juni 1982 förhandlade man kring Frehleys avgång, han lämnade bandet i december samma år. Simmons sade i sin självbiografi Kiss and Make-Up att Eddie Van Halen ville ta Frehleys plats i bandet. Simmons och Alex Van Halen övertalade dock Eddie att fortsätta i Van Halen. Eddie var dock angelägen om att lämna bandet på grund av spänningar mellan honom och sångaren David Lee Roth, som själv lämnade bandet kort därefter. Andra kända gitarrister som ansökte om platsen var bland andra Doug Aldrich, Richie Sambora och Yngwie Malmsteen.
Trots att Frehley bestämt sig för att lämna bandet, fanns han med på omslaget till samlingsalbumet Killers, som gavs ut i juni 1982. Killers innehöll också fyra nya låtar med Bob Kulick som gitarrist. I oktober 1982 gav gruppen ut sitt tionde studioalbum, Creatures of the Night. Frehley fanns med på omslaget även på detta album och medverkade endast på låten "Killers". Till inspelningen av albumet använde sig bandet av flera gitarrister, däribland Vinnie Vincent. Frehleys sista framträdande med bandet var i videon till "I Love It Loud", en låt som Vincent var med och skrev. Albumet var Kiss dittills tyngsta album och nådde som bäst plats 45 i USA och guldcertifierades först 1994. I december 1982 ersattes Frehley officiellt av Vincent, strax innan man påbörjade Creatures of the Night Tour. Efter turnén sparkades Vincent då hans personlighet inte gick ihop med Stanleys och Simmons. Kiss kunde dock inte hitta någon ersättare tillräckligt snabbt, så Vincent var åter medlem i bandet strax innan man påbörjade inspelningarna av nästa studioalbum.

### Kiss utan smink

#### 1983–1990: Fler medlemsbyten
Då bandet kände att det var dags för en förändring, övergav man sminket och kostymerna. I samband med utgivningen av albumet Lick It Up den 18 september 1983, visade sig bandet offentligt utan smink för första gången på MTV. Den efterföljande turnén, Lick It Up Tour, påbörjades den 11 oktober 1983 på Pavilhão Dramático de Cascais i Lissabon, Portugal. Detta var bandets första konsert utan smink sedan början av 1973. Lick It Up blev bandets första album på tre år att guldcertifieras, men publiksnittet för gruppens konserter blev allt lägre. Turnén avslutades i mars 1984, samtidigt sparkades Vincent återigen. Han ersattes av studiomusikern och gitarrläraren Mark St. John.

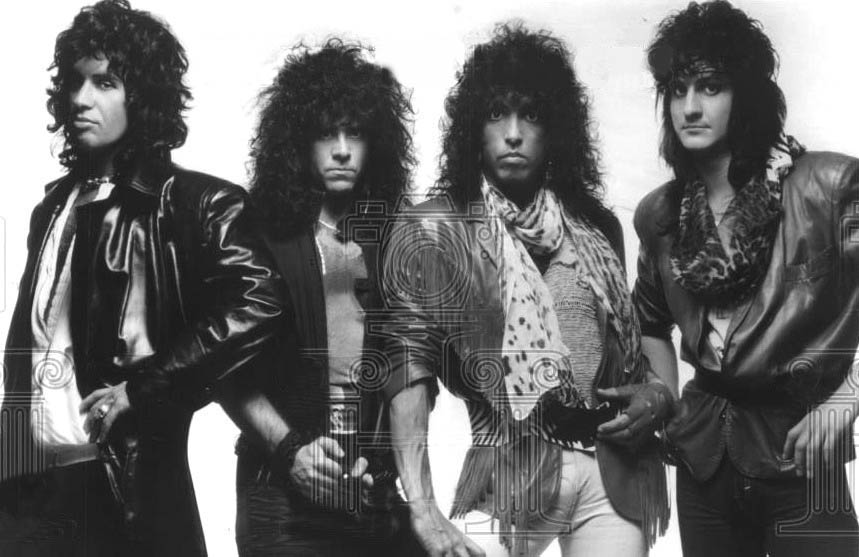
Kiss 1984, från vänster: Simmons, Carr, Stanley och St. John.

Tillsammans med St. John spelade bandet in Animalize, som släpptes den 13 september 1984. Animalize fortsatte bygga på framgångarna med Lick It Up och albumet blev gruppens bäst säljande under 1980-talet delvis tack vare att MTV flitigt spelade singeln "Heaven's on Fire". Under förberedelserna för Animalize Tour drabbades St. John av Reiters syndrom, och spelade därför enbart på ett fåtal konserter. Kiss och St. John gick skilda vägar i december 1984 och man rekryterade Bruce Kulick som gitarrist. Kulick var bandets fjärde gitarrist på mindre än tre år och hade redan medverkat på två låtar på Animalize. Den 8 december spelade gruppen tillsammans med MTV in Animalize Live Uncensored i Cobo Hall i Detroit. Den visades under kommande år på MTV och släpptes sommaren 1985 som köpvideo. Turnén avslutades den 29 mars 1985.
Kiss fortsatte att vara oerhört produktiva; ett nytt album, Asylum, spelades in under sommaren 1985 och gavs ut i september samma år. Så snart skivan släpptes startade en ny turné i USA och bandet fick en mindre hit med singeln "Tears Are Falling". För första gången spelade gruppen in tre musikvideor från samma skiva. USA-turnén blev den längsta dittills under 1980-talet och pågick i ett halvår. Efter många intensiva år med medlemsbyten, inspelade album och turnéer valde Kiss att ta en paus under andra halvan av 1986. Det blev därmed gruppens första år dittills utan att ge ut en skiva. Under denna period medverkade Simmons i en rad långfilmer.
Efter närmare ett års uppehåll gavs Kiss 14:e studioalbum, Crazy Nights, ut i september 1987. Albumet innebar ett nytt mer popinfluerat sound där man använde sig mer av syntar, jämfört med föregående hårdrocksalbum. Med singeln "Crazy Crazy Nights" fick bandet sin första topp-10 hit i Storbritannien då låten nådde plats fyra på försäljningslistan. Kiss påbörjade Crazy Nights Tour i USA under hösten 1987. Sommaren 1988 gick turnén vidare till Europa där Kiss besökte Sverige för första gången på fyra år. I mitten av november 1988 gavs samlingsskivan Smashes, Thrashes & Hits ut med bland annat två nya låtar; "Let's Put the "X" in Sex" och "(You Make Me) Rock Hard". På detta album sjunger Carr för första gången leadsång i en ny version av "Beth".
I oktober 1989 släppte gruppen Hot in the Shade och fick för första gången på 14 år en topp-10 hit i USA med powerballaden "Forever" skriven av Stanley tillsammans med Michael Bolton. Hot In the Shade Tour påbörjades i mars 1990 och avslutades med en konsert på Madison Square Garden, New York den 9 november samma år. Denna konsert kom att bli Carrs sista med Kiss.

#### 1991–1995: Carr avlider ochKiss Unplugged
I februari 1991 bestämde bandet sig för att åter arbeta med Bob Ezrin till nästa studioalbum. Månaden därpå upptäcktes det att Carr hade en tumör på hjärtat. I april opererades tumören bort, men snart upptäcktes fler tumörer på hans lungor. Carr fick därefter kemoterapi och fick beskedet att han var fri från cancer i juli 1991. Kort därefter, i september, drabbades han av en hjärnblödning och avled den 24 november samma år vid 41 års ålder.
Kiss fortsatte och ersatte Carr med Eric Singer, som tidigare turnerat med Stanley på dennes soloturné 1989. Singer hade tidigare varit medlem i Black Sabbath och arbetat med bland andra Gary Moore, Lita Ford och Alice Cooper. Den 19 maj 1992 gavs albumet Revenge ut, tillägnat Carr. Gruppens tidigare gitarrist, Vinnie Vincent, som sparkades 1984, var med och skrev tre låtar till albumet. Revenge var bandets första sedan man gav ut Dynasty 1979 att nå topp-10 i USA. Under våren 1992 inledde man en kort klubbturné i USA, innan turnén gick vidare till Europa i maj samma år. Revenge Tour fortsatte sedan i USA mellan oktober och december 1992. Turnén dokumenterades i form av livealbumet Alive III, som gavs ut den 14 maj 1993.
I februari 1995 startade Kiss en unik och välbevakad Worldwide Convention Tour där man reste runt och i all enkelhet, unplugged, spelade bandets hits – ofta efter önskningar från publiken. Under första datumet på turnén gästades bandet av den tidigare trummisen Peter Criss (som inte spelat med bandet på 16 år), som fick vara med och spela på låtarna "Hard Luck Woman" och "Nothin' to Lose". Den 9 augusti 1995 spelade Kiss in ett avsnitt för MTV Unplugged och bjöd in både Criss och Frehley att delta. Detta tillsammans med den dåvarande sättningen med Kulick och Singer - vilket, för första och enda gången, gav sex Kissmedlemmar på scen samtidigt i en bejublad spelning. De både fick spela flera låtar i slutet av konserten: "Beth", "2000 Man", "Nothin' to Lose" och "Rock and Roll All Nite". Denna konsert gavs den 12 mars 1996 ut som KISS Unplugged.
Unpluggedkonserten medförde ihärdiga spekulationer om att originaluppsättningen av Kiss var på väg att återförenas. I september samma år återvände dock Simmons, Stanley, Singer och Kulick till studion för första gången på tre år, för att spela in en uppföljare till Revenge. Albumet, Carnival of Souls: The Final Sessions, färdigställdes i februari 1996, men gavs inte ut förrän nästan två år senare.

### Återförening och senare år

#### 1996–1999: Återföreningsturné ochPsycho Circus
"Ni vet hur Grammys brukade vara, fint folk i kostym. Inga överraskningar. Vi är trötta på det. Vi behöver något annat, något nytt, vi behöver chocka folket... så låt oss chocka folket!"
Tupac Shakurs presentation av Kiss på Grammy Awards 1996.
Den 28 februari 1996 överraskade originalmedlemmarna Simmons, Stanley, Criss och Frehley med att göra ett nytt framträdande; nu på Grammygalan i Los Angeles, fullt sminkade tillsammans för första gången på sjutton år. Tillsammans med Tupac Shakur delade man ut en Grammy till gruppen Hootie & the Blowfish.
Den 16 april 1996 höll bandet en presskonferens på USS Intrepid (CV-11) i New York där man officiellt tillkännagav en återförening av originalsättningen av bandet, samt en kommande turné Alive World Wide 1996/97 Tour med hjälp av sin nya manager Doc McGhee. Presskonferensen hölls av Conan O'Brien och sändes i över 50 länder. Första konserten som var en mindre uppvärmningsspelning ägde rum på KROQ Weenie Roast i Irvine, Kalifornien. När Kiss meddelade sin återkomst presenterades endast en konsert, på Tiger Stadium i Detroit, som sålde slut på 47 minuter. Den första offentliga konserten med det återförenade Kiss var en timmeslång uppvärmningskonsert den 15 juni i Irvine, Kalifornien, där scenen på Irvine Meadows Amphitheater nästan fattade eld. Turnén startade drygt två veckor senare, i Detroit, inför en publik på nära 40 000 personer. Under ett år spelade bandet 192 konserter och turnén inbringade 43,6 miljoner dollar, vilket gjorde Kiss till den mest framgångsrika liveakten 1996. Den genomsnittliga publiksiffran på 13 737 personer är den högsta i bandets historia.

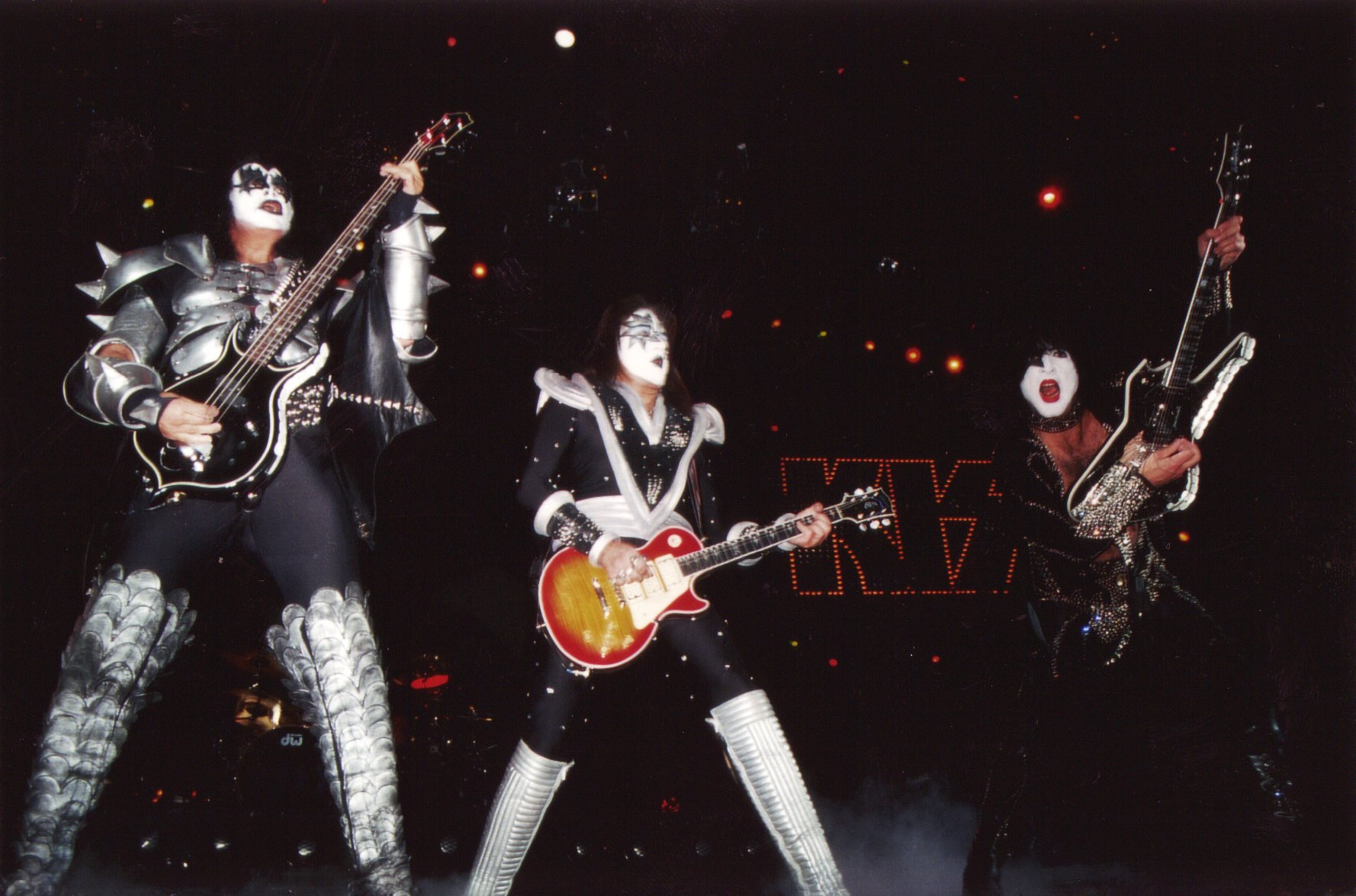
Kiss, med Simmons, Frehley och Stanley, live i Paris 1999.

I september 1998 gav den återförenade gruppen ut Psycho Circus. Även om det var det första albumet med originalsättningen sedan Dynasty 1979, var bidragen från Frehley och Criss minimala. Trots att både Frehley och Criss är avporträtterade på albumet, så visade det sig senare att det mesta av gitarrarbetet utförts av den framtida bandmedlemmen Tommy Thayer. Den tidigare medlemmen Kulick spelade på introt av låten "Within", samt spelade bas på låtarna "Dreamin'" och "Psycho Circus". Criss spelade bara trummor på låten "Into the Void", medan studiomusikern Kevin Valentine spelade på övriga låtar. Trots detta gick albumet in på plats tre på försäljningslistan i USA, gruppens dittills bästa notering i hemlandet. Titelspåret fick en Grammynominering för Best Hard Rock Performance. Psycho Circus Tour öppnade på Dodger Stadium i Los Angeles på Halloween 1998, och livesändes på radio över hela USA. I februari 1999 kom turnén till Europa och man gjorde bland annat dubbla utsålda konserter i både Globen och Scandinavium. Turnén var framgångsrik och blev historisk då den var den första någonsin med 3D-grafik i en scenshow.
I augusti samma år fick Kiss sin egen stjärna på Hollywood Walk of Fame. Samma månad gavs filmen Detroit Rock City, med Edward Furlong i huvudrollen, ut. Filmen utspelar sig 1978 och handlar om fyra tonåringar som är villiga att göra vad som helst för att få tag på biljetter till en utsåld Kisskonsert. Bandet avslutade året med en nyårskonsert i Vancouver.

#### 2000–2009: Farewell Tour och ytterligare medlemsbyten
Efter två lyckade turnéer med originalmedlemmarna meddelade man i februari 2000 att den kommande Farewell Tour skulle bli gruppens sista turné. Turnén påbörjades i mars samma år och man förlängde snart turnén med ännu fler datum i USA. Innan turnén nådde Asien i mars 2001 hade Criss lämnat bandet på grund av finansiella orsaker. Han ersattes av bandets tidigare trummis Singer, som för första gången också tog över Criss sminkning som "The Catman". Samtidigt som man avsåg att lägga ner under 2001, gavs The Box Set ut i november 2001; en samling som spann över bandets hela karriär, innehållandes 94 låtar på fem CD-skivor. Tidigare under sommaren släppte bandet sin dittills kanske mest skandalösa vara – Kiss Kasket (en kista). Simmons uttalade sig i samband av kistans introduktion: "Jag älskar att leva, men detta gör att alternativet ser riktigt jäkla bra ut."
I februari 2002 gjorde Kiss ett framträdande på avslutningen av vinter-OS i Salt Lake City. Detta kom att blev Frehleys sista framträdande som medlem i Kiss, och då bandet redan hade en bokad konsert på Jamaica i mars blev Frehley snabbt ersatt av Tommy Thayer – som också övertog sin föregångares smink och utstyrsel. Samma månad medverkade bandet (med Thayer) i TV-serien That '70s Show, i avsnittet "That '70s Kiss Show" som senare visades i augusti 2002. Thayer gjorde ännu ett framträdande med bandet i april samma år på Dick Clark's American Bandstand 50th Anniversary Show på ABC, där man framförde "Detroit Rock City" singback.
Criss återvände oväntat till bandet i oktober 2002, och man började att repetera inför konserten med Melbourne Symphony Orchestra som skulle hållas i Melbourne i februari 2003. Konserten, som spelades in på både DVD och CD som Kiss Symphony: Alive IV, var indelad i tre akter. Den första delen som en vanlig konsert, den andra som ett akustiskt set med fem låtar och i den tredje akten deltog en 60 man stark orkester. Trots påståenden om att Farewell Tour skulle ha varit gruppens sista turné, meddelande man under 2003 en gemensam turné med Aerosmith – World Domination Tour. Frehley bekräftade att han lämnat bandet permanent och sade att han hade trott att Farewell Tour skulle bli bandets sista turné, samt att han inte ville öppna konserter för Aerosmith. Thayer var nu permanent medlem i Kiss och turnén inbringade mer än 64 miljoner dollar, vilket var den sjunde bästa noteringen för 2003 i USA.

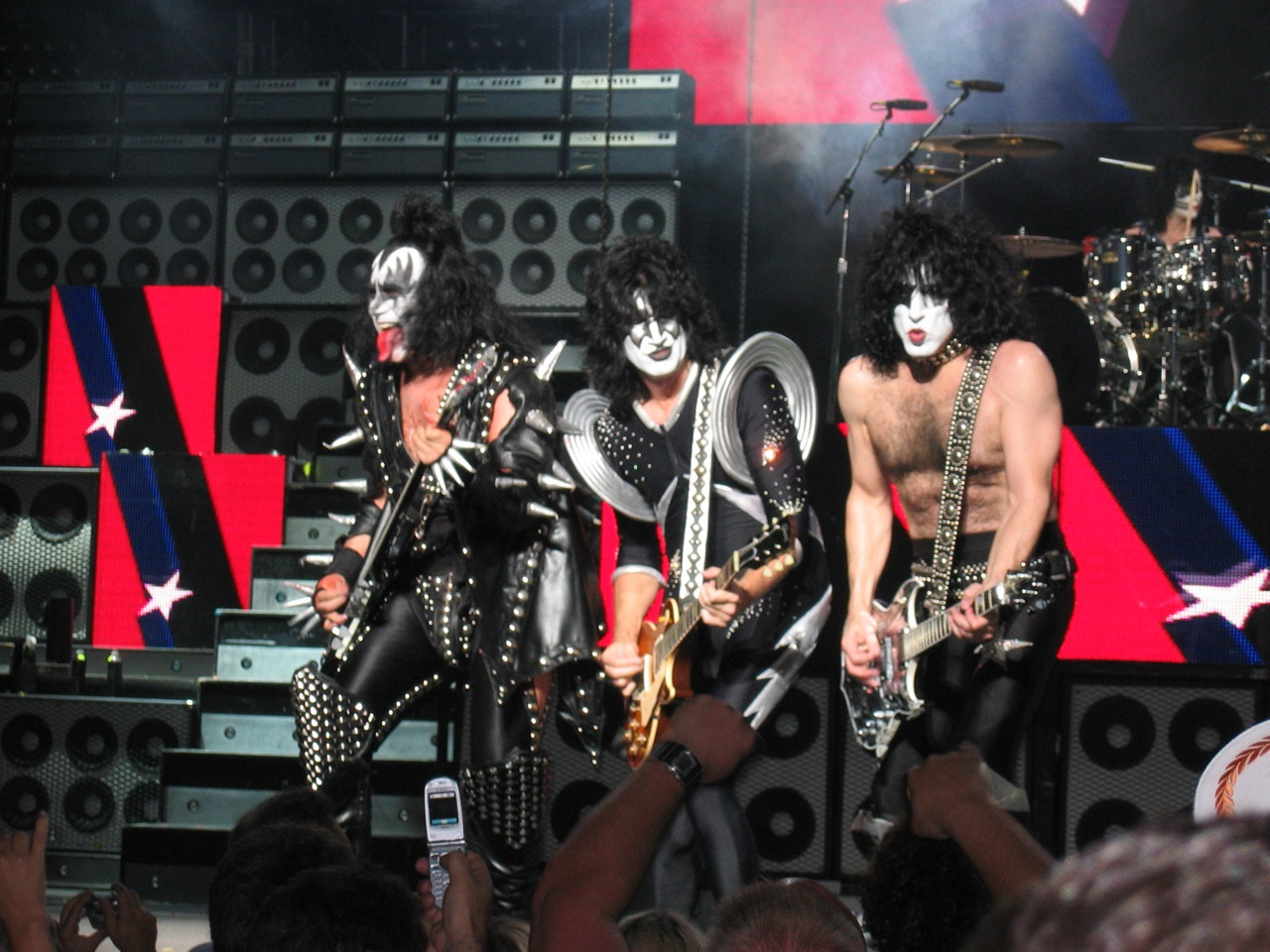
Kiss med Simmons, Thayer, Stanley och Singer, live 2004.

I mars 2004 förnyades inte Criss kontrakt med bandet och han ersattes för en andra gång på två år av Singer. På sin officiella webbplats uttalade sig Criss: "Ingen, återigen, ingen har ringt mig, eller min advokat angående en förlängning om framtida turnerande. Som en originalmedlem finner jag detta respektlöst mot mig, och mot fansen som har gjort oss till ett av de största banden i världen." Criss har senare, i en intervju med Eddie Trunk, sagt att Simmons och Stanley skulle bilda ett nytt Kiss och att han kände att han hade blivit för gammal för att spela trummor i två timmar. Kiss genomförde under sommaren 2004 en 42 spelningar lång USA-turné med den nya sättningen, Stanley, Simmons, Thayer och Singer. Som förband hade man bland andra Poison, och turnén avslutades i augusti med en utsåld konsert i Mexico City. Vissa konserter filmades och gavs den 13 december 2005 ut på DVD som Rock the Nation Live!. Stanley, som fått allt svårare problem med höften, hade begränsad rörlighet under turnén. Han hade vid den här tidpunkten redan opererat höften vid två tillfällen. Efter att Rock the Nation Tour avslutats, gjorde Kiss bara ett fåtal livekonserter de följande åren. Bandet gjorde två konserter 2005 och ytterligare sex året därpå. Fyra av konserterna 2006 inföll i juli i Japan, där två av konserterna var som huvudattraktion på Udo Music Festival. År 2007 gjorde gruppen fyra konserter i juli, varav tre ingick i Hit 'N Run Tour. Just innan den sista konserten den 27 juli, blev Stanley inlagd på sjukhus då hans hjärtslag börjat rusa. Då de kvarvarande tre medlemmarna fullföljde konserten missade Stanley därför för första gången någonsin en Kisskonsert.
Tillsammans med Queen, Def Leppard och Judas Priest, blev Kiss invalda under det första året av evenemanget "VH1 Rock Honors" som hölls den 25 maj 2006 i Las Vegas. Ett hyllningsband bestående av Rob Zombie, Slash, Scott Ian, Tommy Lee och Gilby Clarke, framförde "God of Thunder" tillsammans med Frehley. Därefter avslutade Kiss evenemanget med fyra låtar. Den 24 oktober 2006 gav Stanley ut sitt andra soloalbum, Live to Win, och påbörjade därefter en kort soloturné. I slutet av samma månad gav bandet ut Kissology Volume One: 1974–1977, som är det första, av eventuellt upp till tio, DVD-set innehållandes konserter, intervjuer och tidigare outgivna klipp. I januari 2007 hade setet platinacertifierats fem gånger i USA, och i augusti samma år gavs volym två ut som hade platinacertifierats sex gånger i USA i oktober samma år. Kissology Volume Three: 1992–2000, som verkar bli den sista utgåvan i serien, gavs ut i december 2007 och har platinacertifierats åtta gånger i USA. Stanley har insisterat på att fler set kommer att ges, men än har ingen mer information gällande detta tillkännagivits.

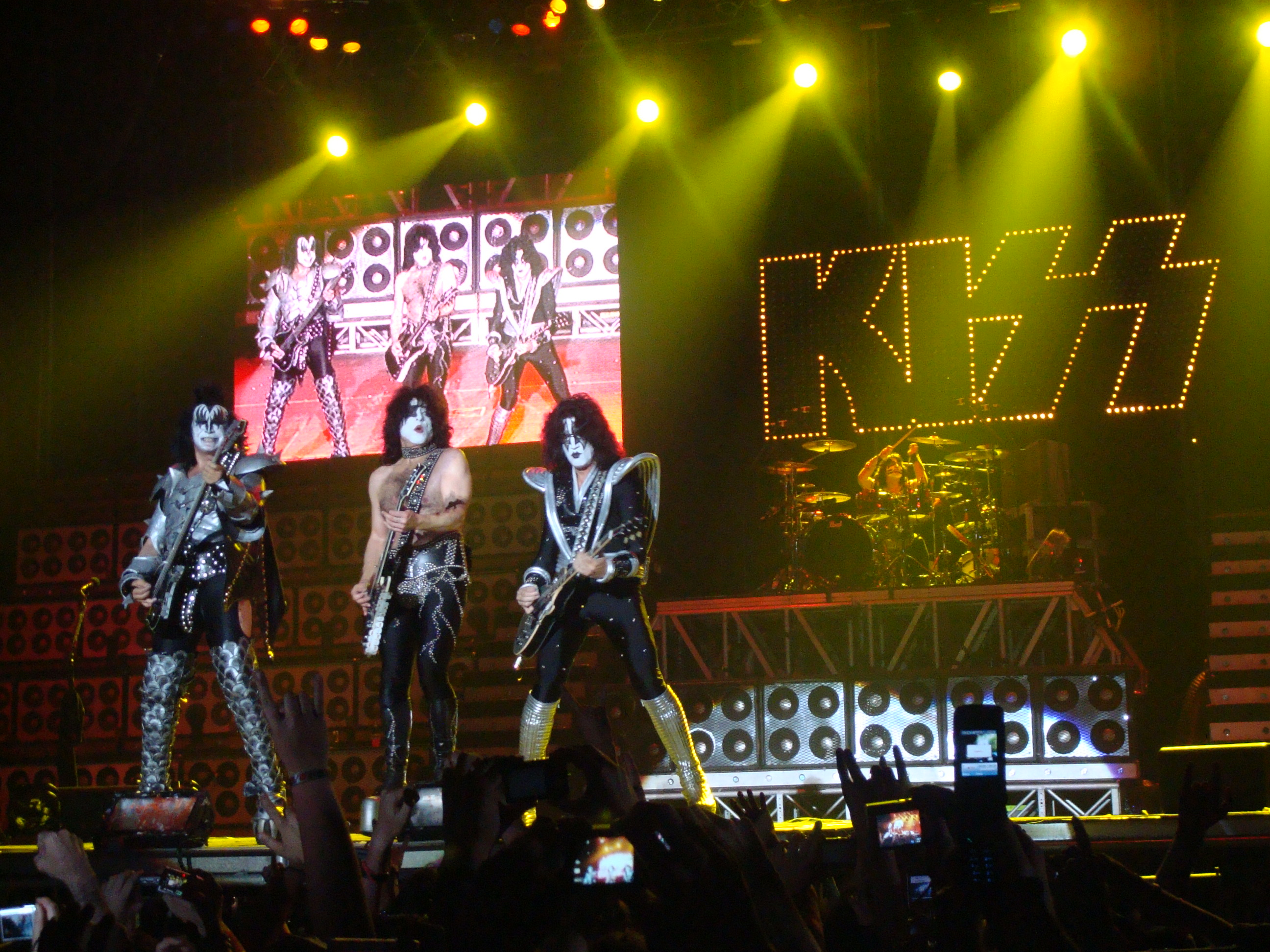
Kiss live i Spanien 2008.

Gruppens forne gitarrist Mark St. John avled den 5 april 2007 i hjärnblödning, 51 år gammal. Efter att ha tvingats lämna Kiss 1984, bildade St. John det kortlivade metalbandet White Tiger. År 1990 samarbetade han med Criss i ett band som hette Keep. Gruppen gjorde endast ett enda liveframträdande och har inte givit ut några inspelningar. St. John försvann därefter från offentligheten, men gjorde några enstaka framträdanden på Kiss fankonvent.
Tidigt 2008 blev planerna på Kiss första Europaturné på nio år officiella, då Stanley bekräftade Kiss Alive/35 World Tour med arenakonserter även i Australien och Nya Zeeland. Detta var första gången bandet turnerade utanför USA med sättningen Simmons, Stanley, Singer och Thayer. Turnén inleddes i Australien och fortsatte sedan under sommaren med egna konserter blandat med festivalkonserter i Europa. Man var huvudakt på Download Festival, Arrow Rock Festival och Graspop. Den sistnämnda avslutade Europadelen av turnén den 28 juni 2008. Under augusti återvände Kiss till USA för fyra konserter. Månaden därpå bekräftade både Stanley och Simmons att Kiss Alive/35 World Tour skulle fortsätta i början av 2009 med konserter i Sydamerika följt av en omfattande turné i Nordamerika. I Sydamerika spelade bandet för första gången i Peru och Venezuela.

#### 2008–2012:Sonic BoomochMonster
"Vi har fyra låtar inspelade. Om man gillar våra grejer från runt 1977, så kommer man känna sig som hemma. Vi har alla tagit upp låtskrivandet i samma anda som vi en gång gjorde – utan att bry oss om någonting, och utan låtskrivare utanför bandet. [Vi har] inget att bevisa för någon. [Vi] bara gör det som kommer naturligt. [Vi] ignorerar moden, trender, och har vi har alla det personliga löftet: ingen rap. Det finns gott om människor där ute som gör detta och de behöver inte fyra killar med bleka ansikten som låtsas att de är från förorten. Dessutom är jag inte säker på hur man uttalar "wassup" korrekt."
Stanley om Sonic Boom i november 2008.
Drygt tio år efter gruppens senaste album Psycho Circus gavs ut, sade sig både Stanley och Simmons vara villiga att göra ett nytt studioalbum, något de tidigare hårdnackat backat för. I november 2008 sade Stanley till rockfotografen Ross Halfin att man arbetade med ett nytt album. Stanley skulle själv producera albumet, som skulle ha ett "riktigt 70-tals Kiss-sound". Senare samma månad bekräftade både Simmons och Stanley offentligt att man arbetade med ett nytt studioalbum.
Den 20 maj 2009 spelade bandet i finalen på American Idol tillsammans med deltagaren Adam Lambert där låtarna "Beth", "Detroit Rock City" och "Rock and Roll All Nite" spelades som ett medley. Sommaren 2009 spelade Kiss i Kanada och till konserten i Québec 16 juli kom över 90 000 personer - Kiss största spelning i Nordamerika någonsin.
I juli 2009 meddelade Stanley att det nya albumet Sonic Boom skulle komma att ges ut den 6 oktober 2009. Inkluderad var också en CD med gamla hits som den konstellationen av Kiss spelat in på nytt (tidigare exklusivt utgiven i Japan som Jigoku-Retsuden 2008), samt en live-DVD inspelad i Buenos Aires, Argentina. Den 19 augusti släpptes den första singeln, "Modern Day Delilah", som var gruppens första sedan "You Wanted the Best" gavs ut 1998. Låten emottog positiv kritik från både kritiker och fans, och jämfördes med bandets material från 1970-talet. För att promota albumet gjorde Kiss framträdanden på The Late Show with David Letterman den 6 oktober 2009 och på Jimmy Kimmel Live! dagen därpå. Sonic Boom gick in på plats två på Billboard 200 och sålde i över 108 000 exemplar under den första försäljningsveckan i USA.

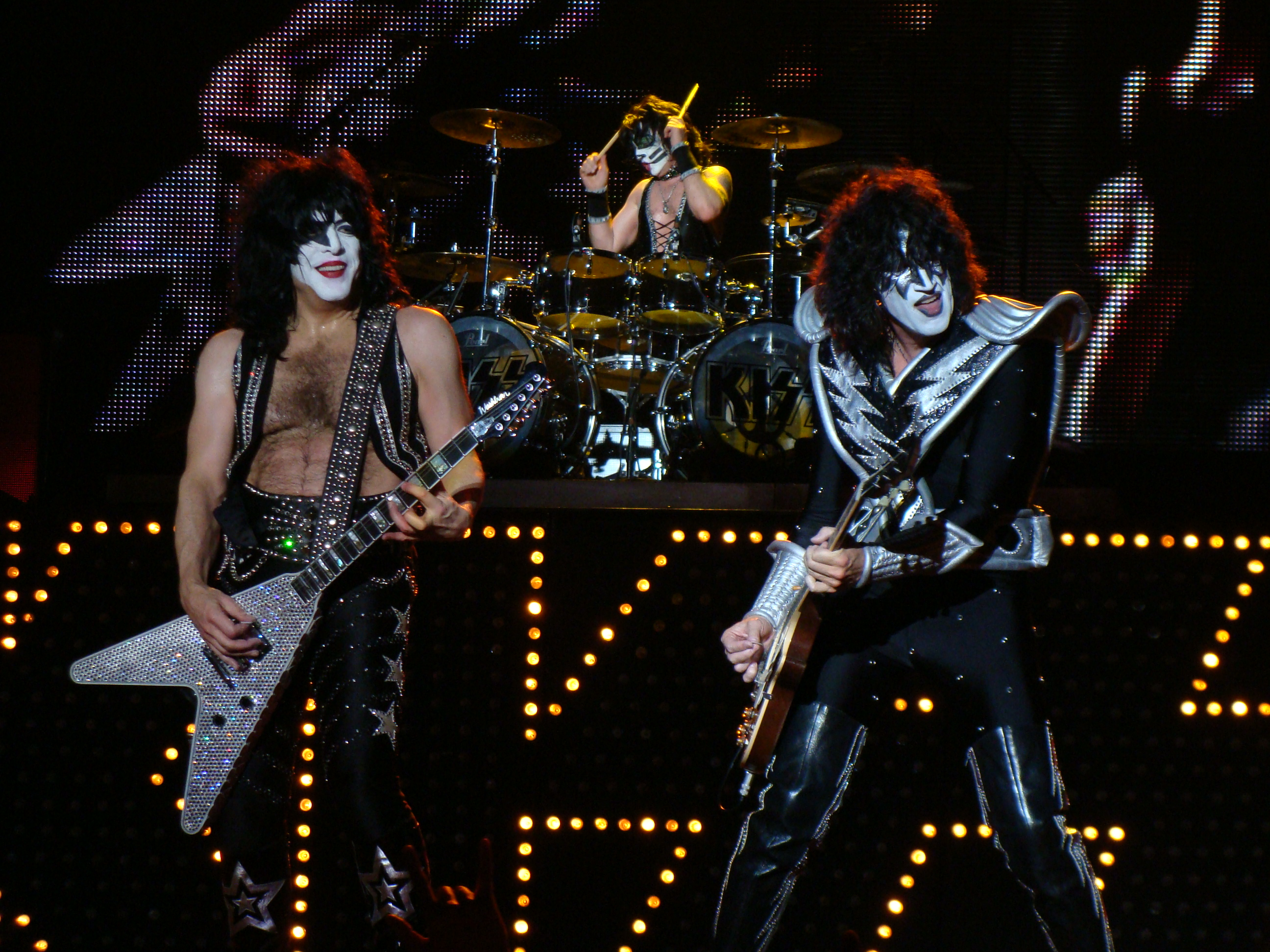
Stanley, Singer och Thayer live 2010.

I maj 2010 påbörjade bandet Sonic Boom Over Europe Tour. Den 28 juni samma år avled gruppens förra manager Aucoin av cancer, 66 år gammal. Stanley och Simmons sade att han var som gruppens femte medlem. Turnén innehöll bandets första arenakonserter i Storbritannien på 11 år och man spelade också för första gången i Slovakien. Turnén avslutades i slutet av juni 2010 och månaden därpå påbörjade man turnén The Hottest Show on Earth Tour, med konserter i Kanada, USA, Mexiko och Puerto Rico.
Den 13 april 2011 påbörjade Kiss inspelningarna av ett nytt studioalbum, som man hade för avsikt att ge ut senare under året. Simmons uttalade sig om albumet: "[det] kommer att vara nästa steg efter Sonic Boom. Väldigt likt – raka rocklåtar, inga ballader, inga keyboards, inget ingenting, bara rock." Under inspelningen av albumet använde man sig av analog inspelningsutrustning, istället för den mer populära digitala utrustningen.
Kiss fortsatte sin framgångsrika Hottest Show on Earth Tour under sommaren 2011, och i augusti samma år meddelade man att nästa studioalbum fått titeln Monster. Till en början var det tänkt att albumet skulle ges ut under hösten 2011, men blev framskjuten till januari 2012, sedan återigen till juni/juli 2012. Monster gavs till slut ut i oktober 2012. Tidigare, i juli samma år, gavs albumets första singel ut – "Hell or Hallelujah". Monster nådde som bäst plats 3 i USA och nådde topp-10 i Norge, Kanada, Sverige, Österrike, Tyskland, Australien, Finland, Schweiz, Italien, Japan och Danmark.
Den 20 mars 2012 gjorde Kiss ett framträdande på Jimmy Kimmel Live!. Samma dag höll man en presskonferens där man tillkännagav att turnén The Tour, som man skulle utföra tillsammans med Mötley Crüe. Turnén påbörjades den 20 juli och avslutades den 1 oktober samma år. Månaden därpå påbörjades Monster World Tour med sex konserter i Sydamerika. Mellan den 28 februari och 16 mars 2013, tog man turnén till Australien där man också hade Mötley Crüe, Thin Lizzy och Diva Demolition som förband. Dessa konserter följdes av besök i Europa, Nordamerika och Japan. Den 6 juni 2013 gjorde Kiss sin första festivalspelning i Sverige på Sweden Rock Festival. Konserterna i Japan var bandets första där sedan 2006.

#### 2013–2018: Rock and Roll Hall of Fame

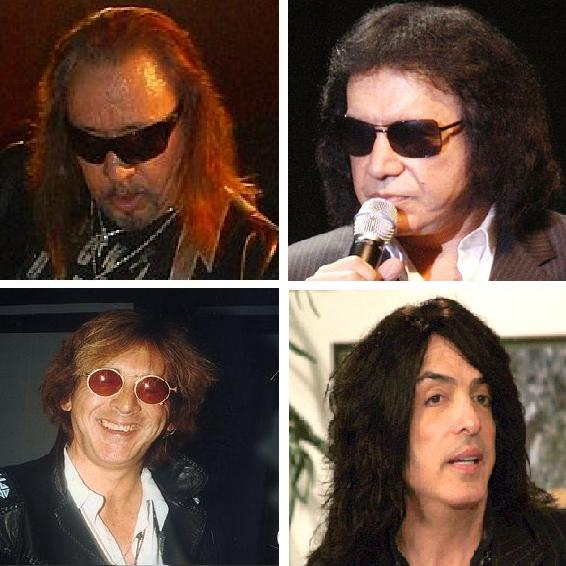
Kiss fyra originalmedlemmar, Frehley, Simmons, Criss och Stanley, blev 2014 invalda i Rock and Roll Hall of Fame.

Den 15 augusti 2013 tillkännagavs det att Kiss hade köpt en andel av ett nytt lag i American Football League. Simmons, Stanley och managern McGhee ägde laget tillsammans, som namngavs Los Angeles Kiss. Laget lades ned 2016.
Trots att Kiss hade varit valbara för nominering att bli invalda i Rock and Roll Hall of Fame and Museum sedan 1999/2000, blev de inte nominerade förrän 2009. Detta gjorde ett antal fans så frustrerade att de protesterade framför Hall of Fame-byggnaden i Cleveland den 5 augusti 2006. Stanley och Simmons vidhöll dock vid den här tiden att bli invalda inte var särskilt viktigt för dem. Den 16 oktober 2013 meddelades det att gruppen åter var nominerade till Rock and Roll Hall of Fame, och därefter tillkännagavs det den 17 december samma år att Criss, Frehley, Simmons och Stanley blivit invalda. Samtliga närvarande vid den officiella ceremonin den 10 april 2014, men framförde dock ingen låt tillsammans.
Den 17 mars 2014 tillkännagav Kiss en turné tillsammans med Def Leppard. Mellan den 23 juni och den 31 augusti 2014 besökte de båda banden 42 städer. En dollar per såld biljett gick till militära välgörenhetsfonder.
Den 28 januari 2015 gavs singeln "Yume no Ukiyo ni Saite Mi na" ut, som var ett samarbete med den japanska tjejgruppen Momoiro Clover Z. Det var första gången under Kiss karriär som man gav ut en låt tillsammans med en annan artist. Låten gavs ut i två olika versioner: "Momoiro Clover Z Edition" (på CD och Blu-ray) samt "Kiss Edition" (endast CD), och nådde som bäst plats 2 på den japanska singellistan. En alternativ version av låten, med titeln "Samurai Son", gavs ut på samlingsalbumet Best of Kiss 40 som gavs ut samma dag, endast i Japan.
Den 15 september 2015 meddelade Recording Industry Association of America att bandet tilldelats fler guldalbum än något annat amerikanskt band i föreningens 63-åriga historia, med totalt 30 guldalbum (inklusive bandets fyra soloalbum från 1978). Under 2016 tillkännagav bandet sommarturnén Freedom to Rock Tour, där gruppen spelade på mindre arenor i städer man inte besökt så ofta. Under denna turné agerade Caleb Johnson och The Dead Daisies förband. Den 13 december samma år medverkade Kiss under finalen av The Voice USA, där man framförde ett medley av "Detroit Rock City" och "Rock and Roll All Nite" tillsammans med vinnaren Sundance Head.
Det har varit motstridiga historier kring ett nytt studioalbum av Kiss. Simmons har i intervjuer sagt "ja" till ett nytt studioalbum och att han har skrivit låtar ämnat för ett nytt sådant. Stanley och Thayer bestrider dock detta och säger att de inte lovar att göra ett nytt album och att bandet kan fortsätta framåt utan ny musik.
Efter ett framträdande på America's Got Talent den 19 september 2018 meddelade Kiss att man ämnat att avsluta sin karriär med turnén One Last Kiss: End of the Road under det följande året. Turnén påbörjas den 31 januari i Vancouver, Kanada och innehar ytterligare 74 konserter fram till och med den 3 december i Auckland, Nya Zeeland. I oktober 2018 återförenades bandet med Ace Frehley och Bruce Kulick på Kiss Kruise. De framförde låtarna "New York Groove", "2 000 Man", "Hide Your Heart" och "Domino". Detta var första gången sedan Kiss Farewell Tour 2002 som Frehley spelade tillsammans med bandet, och det var första gången som Kulick spelade med Kiss sedan han lämnade gruppen 1997.

#### 2019–: Fyra år lång End of the Road Tour
Efter att Gene Simmons ägnat 2018 åt att promota sin egen "The Vault" som var hundratals demoinspelning mellan åren 1966 till 2016 och Paul Stanley fokuserat på sitt hobbyprojekt Soul Station kraftsamlade KISS för en gigantisk världsturné. Bandet stora turné som gick under namnet The End of the Road Tour påbörjades den 31 januari 2019 i Vancouver och innehar ytterligare 186 konserter som sträcker sig fram till oktober 2020. I februari samma år sade Simmons att turnén beräknas inkassera mellan 150 och 200 miljoner dollar. Under den första delen av turnén anklagades Kiss av fans att mima och använda studiobakgrunder. Tre år tidigare hade Simmons varit kritisk mot band som använt sig av bakgrunder under livekonserter. Sebastian Bach försvarade Kiss och sade att bandet inte mimade under den konsert han bevittnat. Stanley varken bekräftade eller förnekade att han mimar på scenen och sa att han tar hand om sin röst. Den 14 november 2019 meddelade bandet att de konserter som skulle ha hållits i Australien och Nya Zeeland ställts in på grund av Stanleys hälsoproblem: "Doktorns order har slutligen företräde och vi har till slut inget annat val än att ge oss".
I december 2019 gästade Yoshiki från X Japan bandet i Tokyo och Osaka och spelade piano på "Beth" och trummor på Rock and Roll All Nite". De samarbetade senare också under ett TV-sänt framträdande på nyårsafton i Japan, där de återigen spelade "Rock and Roll All Night", under det sammanslagna namnet "YoshiKiss". Kiss framträdde på nytt som gäster på America's Got Talent den 17 februari 2020 då de framförde "Rock and Roll All Nite". Under en konsert i Los Angeles den 4 mars 2020 dedicerade bandet "Do You Love Me" till Kobe Bryant och de övriga som avled vid helikopterkraschen i Calabasas den 26 januari 2020.
Under Kiss Kruise i november 2019 meddelade Kiss att man skulle komma att hålla sin sista konsert den 17 juli 2021 i New York. På frågan om det fanns några planer efter turnén sade Thayer att Kiss inte kommer att försvinna: "Bandet kommer inte turnera, men Kiss musik, identiteterna och karaktärerna och varumärket, allt det kommer att fortsätta. Jag tror att Kiss kommer att fortsätta på något vis. Jag kan inte tänka mig något annat."
På grund av Coronaviruspandemin 2019–2021 genomfördes inga konserter bortsett nyårskonserten den 31 december 2020 i Dubai. Kiss Kruise 2020 flyttades fram till oktober 2021 på grund av covid-19. Konserterna i Scandinavium, Göteborg och Tele 2 Arena i Stockholm som skulle genomförts i juni 2020 flyttades av samma anledning två gånger, först till 2021 och sedan 2022. KISS genomförde två bejublade konserter i Sverige i juni 2022 och meddelade samtidigt i flera intervjuer att den pågående turnén skulle fortsätta även under 2023.
KISS uppträdde på Dalhalla den 12 och 13 juli. Biljetterna till spelningarna såldes slut första dagen.

## Musikstil
Kiss har vanligtvis klassificerats under genrerna hard rock, skräckrock och heavy metal. De flesta av deras album från 1970-talet, särskilt de sex första som gavs ut mellan 1974 och 1977, samt Creatures of the Night från 1982, var en blandning av hard rock och traditionell heavy metal. På albumen Dynasty (1979) och Unmasked (1980) gick bandet över till ett mer disco- och poporienterat sound, medan man på Music från "The Elder" provade på progressiv rock. Från och med utgivandet av Lick It Up (1983) och i samband med att man avlägsnandet sitt smink, började bandet ta med inslag av glam metal i både sound och image. Senare, i början av 1990-talet, övergav man detta sound, och i mitten av 1990-talet var Kiss tillbaka till sitt originalsound.
Deras musik beskrivs som "en kommersiellt potent blandning av hymner, slå-näven-i-luften hard rock, drivet av eleganta hookar och ballader som drivs av högljudda gitarrer, överfyllda med melodier och svepande stråkar. Det var ett sound som lade grunden för både arenarocken och den pop-metal som dominerade rock i slutet av 80-talet." I gruppens första recension i tidningen Rolling Stone, från 1973, beskrevs Kiss som "ett amerikanskt Black Sabbath". 1974, i tidningen Rock Music, beskrev Bennington Banner Kiss: "med medlemmarnas bisarra, Kabukiliknande smink, svarta läderkostymer och arsenal av pyroteknik på scenen - både musikaliskt och bokstavligen - är Kiss den mest extrema formen av hard rock 1974."

### Image
Kiss gjorde sig redan från start kända för att aldrig visa sig utan sina sminkade ansikten. Sminket ihop med en spektakulär scenshow blev ingredienserna som skulle ta bandet till toppen och förblev sedan deras varumärke under en lång följd av år före "avsminkningen" i september 1983 – också det ett lyckat beslut som återskapade ett nytt intresse för Kiss som innan dess var på väg neråt i karriären.
Alla fyra originalmedlemmarna sminkade sig till olika figurer, en procedur som tog allt ifrån Stanleys 55 minuter till Simmons 2 timmars-anläggning: Stanley (Starchild), Simmons (Demon), Ace Frehley (Spaceman) och Peter Criss (Catman). Den allra första tiden, 1973, bar Stanley en sminkning han kallade "Bandit". Han bytte dock snart till den som blev hans eget varumärke – "Starchild". Då bandmedlemmar lämnade eller sparkades från gruppen fick, till en början, de nya medlemmarna Vinnie Vincent och Eric Carr egna, nyskapade sminkningar – designade av Stanley. Vincents sminkning kallade man "The Ankh Warrior", medan Carrs målade ansikte kallades "The Fox".
I september 1983 tog bandet till sist av sig sminket och så förblev det ända fram till 1996 då originalsättningen återförenades och sminket åter åkte på. När Frehley och Criss för andra gången i bandets historia lämnade gruppen ersattes de av Tommy Thayer och Eric Singer; denna gång fick de nya medlemmarna ingen egen ny sminkning som Carr och Vincent tidigare fått. Thayer övertog Frehleys sminkning "Spaceman" och Singer fick trummiskollegan Criss målning "Catman". Gruppens tidigare gitarrister Bruce Kulick och Mark St. John är de enda medlemmarna i Kiss historia som inte har uppträtt med smink.

### Influenser och inverkan
Kiss var starkt influerade av Alice Cooper och New York Dolls.
Konsertturnerandet i världen ändrades av Kiss praxis att uppföra unikt designade scenografier. Turnéerna blev större, med mer personal och utrustning, fler uppsättningar kostymer, ljud- och ljusutrustning och pyroteknik – som i sin tur krävde fler lastbilstransporter och den totala kostnaden ökade därmed också med miljontals dollar. Samtidigt utökade Kiss sin försäljning av merchandise under konserter, med varor märkta med bland annat Kiss logotyp. Försäljningen av dessa varor hjälpte till att betala för turnékostnader, gav en vinst till bandet, samtidigt som det gav dem mer närvaro i allmänhet utan att enbart behöva förlita sig på att bli spelad på radio. Andra band kopierade Kiss genom att sälja sina egna märkesvaror på konserter, en praxis som blev mer av en nödvändighet på 1980-talet med ökande kostnader för turnerande.

## Medlemmar
För mer information, se Lista över medlemmar i Kiss.
| Nuvarande medlemmar - Gene Simmons — basgitarr, sång (1973–idag) - Paul Stanley — kompgitarr, sång (1973–idag) - Eric Singer — trummor (1991–1996, 2001–2002, 2004–idag) - Tommy Thayer — gitarr, sång (2002–idag) | Tidigare medlemmar - Peter Criss — trummor (1973–1980, 1996–2000, 2003–2004) - Ace Frehley — gitarr (1973–1982, 1996–2002) - Eric Carr — trummor (1980–1991; död 1991) - Vinnie Vincent — gitarr (1982–1984) - Mark St. John — gitarr (1984; död 2007) - Bruce Kulick — gitarr (1984–1996) |

Tidslinje

## Diskografi
Studioalbum

- 1974 – Kiss
- 1974 – Hotter Than Hell
- 1975 – Dressed to Kill
- 1976 – Destroyer
- 1976 – Rock and Roll Over
- 1977 – Love Gun
- 1979 – Dynasty
- 1980 – Unmasked
- 1981 – Music from "The Elder"
- 1982 – Creatures of the Night
- 1983 – Lick It Up
- 1984 – Animalize
- 1985 – Asylum
- 1987 – Crazy Nights
- 1989 – Hot in the Shade
- 1992 – Revenge
- 1997 – Carnival of Souls: The Final Sessions
- 1998 – Psycho Circus
- 2009 – Sonic Boom
- 2012 – Monster

## Turnéer
- Kiss Tour
- Hotter Than Hell Tour
- Dressed To Kill Tour
- Alive! Tour
- Destroyer Tour
- Rock And Roll Over Tour
- Love Gun Tour
- Dynasty Tour
- Unmasked Tour
- Creatures of the Night Tour
- Lick It Up Tour
- Animalize Tour
- Asylum Tour
- Crazy Nights Tour
- Hot In the Shade Tour
- Revenge Tour
- Alive World Wide 1996/97 Tour
- Psycho Circus Tour
- Farewell Tour
- World Domination Tour
- Kiss Rocks the Nation Tour
- Rising Sun Tour
- Kiss Alive/35 World Tour
- Sonic Boom Over Europe Tour
- The Hottest Show On Earth Tour
- Monster World Tour
- End of the Road World Tour